# Wolf-Dietrich Wilcke
Wolf-Dietrich Wilcke (Schrimm, 11 de março de 1913 — perto de Schöppenstedt, 23 de março de 1944) foi um piloto alemão da Luftwaffe durante a Segunda Guerra Mundial. Voou em 732 missões de combate, nas quais abateu 162 aeronaves inimigas, o que fez dele um ás da aviação. Ele alcançou a maior parte das suas vitórias na Frente Oriental, e 25 vitórias na Frente Ocidental, incluindo quatro bombardeiros pesados quadrimotor.
Nascido em Schimm, na província de Posen, Wilcke voluntariou-se para cumprir serviço militar na Reichswehr do Terceiro Reich, em 1934. Tendo servido inicialmente na Heer (Exército), foi transferido para a Luftwaffe (Força Aérea) em 1935, onde recebeu treino de voo e, posteriormente, foi colocado na Jagdgeschwader "Richthofen" em Abril de 1936. Depois de cumprir serviço como instrutor de pilotagem de caças, ele voluntariou-se para prestar serviço na Legião Condor, durante a Guerra Civil Espanhola, em 1939. De volta à Alemanha, foi nomeado Staffelkapitän do 7. Staffel da Jagdgeschwader 53 (JG 53). Depois do despoletar da Segunda Guerra Mundial, ele obteve a sua primeira vitória aérea no dia 7 de Novembro de 1939. No dia 18 de Maio de 1940, durante a Batalha de França, foi abatido e feito prisioneiro de guerra. Após o armistício entre a Alemanha e a França, foi libertado e nomeado Gruppenkommandeur do III. Gruppe da JG 53, durante a Batalha de Inglaterra, conseguindo abater 10 aeronaves inimigas nos céus britânicos.
Wilcke foi depois destacado para prestar serviço na Operação Barbarossa, a invasão da União Soviética. Nesta operação, após atingir a marca de 25 vitórias, foi condecorado com a Cruz de Cavaleiro da Cruz de Ferro no dia 6 de Agosto de 1941. Em Setembro de 1941, foi enviado para o teatro de guerra do Mar Mediterrâneo, onde conseguiu alcançar mais vitórias. No final do Maio de 1942, ele foi transferido para o quartel-general da Jagdgeschwader 3 (JG 3), e em Agosto foi nomeado como Geschwaderkommodore. Depois da sua centésima vitória, no dia 6 de Setembro, foi condecorado com a Cruz de Cavaleiro da Cruz de Ferro com Folhas de Carvalho. Durante a Batalha de Stalingrado, no dia 17 de Dezembro, ele alcançou a sua vitória número 150. No dia 23 de Dezembro de 1942, foi condecorado com a Cruz de Cavaleiro da Cruz de Ferro com Folhas de Carvalho e Espadas, tendo já 155 vitórias aéreas. Após receber esta condecoração, ficou proibido de voltar a pilotar em combates aéreos. Contudo, Wilcke ocasionalmente ainda descolava para ir em missões de combate e, no dia 23 de Março de 1944, voando em plena Defesa do Reich, ele alcançou a sua 162ª e última vitória, sendo morto em combate por caças P-51 Mustang das Forças Aéreas do Exército dos Estados Unidos, perto de Schöppenstedt, na Baixa Saxónia.

## Juventude e início de carreira
Wilcke nasceu no dia 11 de Março de 1913, em Schrimm, na província de Posen, à época uma parte do Reino da Prússia, actualmente parte da Polónia. Era filho de um Hauptmann (capitão) do Regimento de Infantaria N.º 47, Hans Wilcke, que morreu de pneumonia quando Wilcke tinha apenas quatro semanas de idade. A sua mãe, Hertha von Schuckmann, casou-se novamente no dia 14 de Junho de 1919. Em 1931, Wilcke foi preso por estar presente numa demonstração ilegal do Partido Nacional-Socialista. Embora a sua lealdade à causa nacional-socialista seja destacada várias vezes nos seus ficheiros militares, de acordo com os biógrafos Prien e Stemmer, ele era um firme oponente do regime nacional-socialista; mais tarde na carreira, algum tempo depois de adquirir o comando do III. Gruppe da Jagdgeschwader 53 (JG 53), ele mandou pintar o seu avião nas partes por cima das suásticas, ocultando-as.
Wilcke voluntariou-se para cumprir serviço militar na Reichwehr depois de receber o Abitur. Ele juntou-se ao Regimento de Artilharia N.º 6 em Minden como Fahnenjunker no dia 1 de Abril de 1934. O seu guardião e padrasto, Friedrich von Scotti, também cumpria serviço militar neste regimento. Já com o posto de Fähnrich, Wilcke foi colocado no Kriegsschule (Escola de Guerra) em Dresden, no dia 1 de Outubro de 1934. Um ano depois, no dia 1 de Novembro, ele foi transferido para a recém formada Luftwaffe, com o posto de Oberfähnrich. No dia 20 de Abril de 1936, enquanto servia numa escola de voo em Perleberg, foi promovido a Leutnant (segundo tenente). A 15 de Outubro, foi transferido novamente, desta vez para a Jagdgeschwader 132 Richthofen, baptizada em honra ao ás da aviação alemão da Primeira Guerra Mundial, Manfred von Richthofen, e precursora da Jagdgeschwader 2. Aqui, ele foi além das expectativas como piloto, demonstrando excepcionais capacidades e habilidade de liderança, sendo por isso enviado para a Jagdfliegerchule de Werneuchen na segunda metade de 1937, para ser instrutor de pilotagem.
Em Março de 1939, Wilche voluntariou-se para prestar serviço na Legião Condor, durante a Guerra Civil Espanhola. Durante algumas semanas, ele voou com o 1. Staffel do Jagdgruppe 88, sem conseguir qualquer vitória aérea. Pelo seu serviço em Espanha, foi condecorado com a Cruz Espanhola em Bronze com Espadas. Durante a seu percurso militar por Espanha, ele tornou-se amigo de Werner Mölders, e quando Mölders foi nomeado Gruppenkommandeur do recém-criado III. Gruppe da JG 53, ele escolheu Wilcke como Staffelkapitän do 7. Staffel da JG 53.

## Segunda Guerra Mundial
A Segunda Guerra Mundial na Europa começou numa Sexta-feira, dia 1 de Setembro de 1939, quando as forças alemãs invadiram a Polónia. Wilcke, que na altura estava colocado no 3. Staffel da JG 53, voou em missões aéreas na Polónia. No dia 7 de Novembro de 1939 Wilcke obteve a sua primeira vitória aérea ao abater um caça bimotor Potez 630 do Armée de l'Air, durante a Guerra da Mentira, na Frente Ocidental. Por esta prestação de combate foi condecorado com a Cruz de Ferro de segunda classe no dia 25 de Novembro de 1939. Entre 2 e 16 de Janeiro de 1940, Wilcke e outros pilotos do III Gruppe foram de férias para Vorarlberg. No dia 11 de Março, abateu mais um Potez a uma altitude de 7 mil metros perto de Tripoint, a norte de Metz. A sua terceira vitória aérea foi alcançada no dia 25 de Março; o 7. Staffel interceptou uma formação de aviões Morane-Saulnier M.S.406 a uma altitude de 4 mil metros, iniciando uma batalha aérea na qual Wilcke abateu um dos aviões Morane, nos céus de Diedenhofen.

### Batalha de França e Inglaterra
A Batalha de França, a invasão alemã da França e dos Países Baixos, começou no dia 20 de Maio de 1940. No dia 18 de Maio, Wilcke entrou num combate aéreo com oito caças Curtiss P-36 Hawk e foi abatido a oeste de Rethel.  O piloto que o abateu provavelmente deverá ter sido o sous lieutenant Camille Plubeau. Wilcke conseguiu saltar de paraquedas, contudo foi capturado e feito prisioneiro de guerra. Depois do armistício de 22 de Junho com a França, Wilcke e Mölders, que também foi feito prisioneiro de guerra, regressaram à unidade no dia 30 de Junho de 1940. Wilcke foi promovido a Hauptmann no dia seguinte e voltou ao comando do 7. Staffel. A 11 de Julho de 1940, foi condecorado com a Cruz de Ferro de primeira classe.

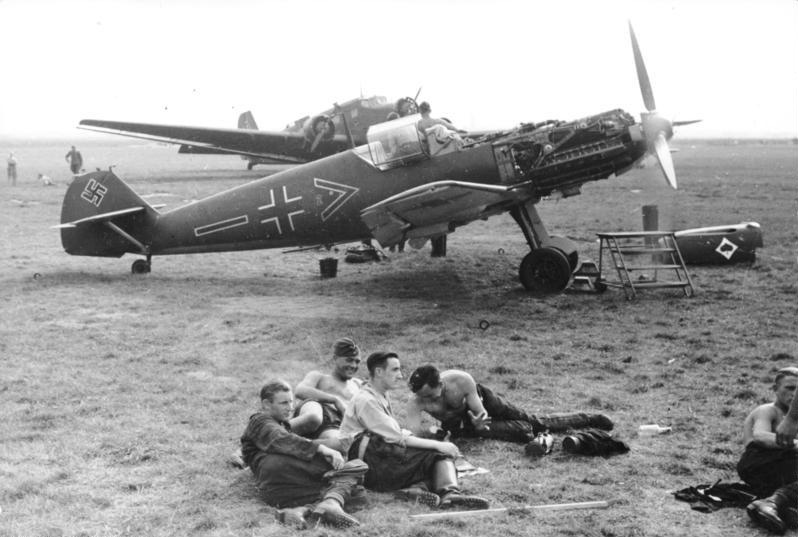
O Messerschmitt Bf 109 E-1 da JG 53, similar ao pilotado por Wilcke

No dia 13 de Agosto de 1940, durante a Batalha de Inglaterra, Wilcke substituiu o Hauptmann Harro Harder como Gruppenkommandeur do III. Gruppe. Harder foi visto pela última vez às 13h35 de 12 de Agosto e foi relatado como estando perdido em combate depois de um combate aéreo perto da Ilha de Wight. No dia da sua nomeação Wilcke quase perdeu a vida, tendo sido forçado a desistir de um combate depois de o motor da sua aeronave falhar, nos céus do Canal da Mancha. Foi resgatado naquela noite por um hidroavião Dornier Do 18. No dia 30 de Agosto, o III. Gruppe foi destacado para realizar uma missão de escolta a uma formação de bombardeiros alemães; Wilcke destruiu um balão barragem na manha da missão e obteve a sua quarta vitória ao abater um Supermarine Spitfire nas imediações de Dover, durante a segunda missão do dia. No dia 1 de Setembro de 1940, numa outra missão de escolta que começou às 11h20, Wilcke obteve a sua quinta vitória ao abater um Hawker Hurricane a sul de Londres. A sua sexta vitória chegou no dia 11 de Setembro, ao abater um biplano Fairey Swordfish entre Dover e Calais. No dia 15 de Setembro de 1940, o III. Gruppe deparou-se com um grupo de entre 20 a 30 caças a sul de Londres. Neste combate, Wilcke abateu o seu segundo Hurricane. Dois dias mais tarde, numa missão que começou às 16h35, Wilcke alcançou a sua nona vitória com mais um Hurricane. A sua décima vitória, outro Hurricane, foi obtida numa missão direccionada ao sul de Londres no dia 20 de Setembro. No último dia de Setembro de 1940, Wilcke obteve mais duas vitórias, elevando o seu total para 12; esta acção decorreu durante a sua segunda missão daquele dia, que começou às 13h45, escoltando uma formação de bombardeiros Dornier Do 17 até Londres. Num combate contra caças Spitfire, Wilcke obteve a sua 13 vitória às 11h45 do dia 10 de Outubro de 1940, a sua última na Batalha de Inglaterra. Em reconhecimento pelos seus feitos, foi condecorado com o Copo de Honra da Luftwaffe no dia 1 de Abril de 1941.

### Operação Barbarossa
No dia 8 de Junho de 1941, o grosso da JG 53 foi transferido, via Jever, para o aeródromo de Mannheim-Sanfhofen no norte da Alemanha; aqui as aeronaves passariam por uma revisão de manutenção antes de serem destacadas para leste. A 12 de Junho, o III. Gruppe foi ordenado para se mover para o aeródromo de Sobolewo. No dia 21 de Junho, o Geschwaderkommodore da JG 53 e os seus comandantes de grupo foram reunidos perto de Suwałki, onde o Generalfeldmarschall Albert Kesselring deu as instruções finais para para o ataque iminente. Na mesma tarde Wilcke passou a mensagem para os seus pilotos. No dia 22 de Junho, a Geschwader entrou no espaço aéreo soviético em suporte da Operação Barbarossa, a invasão da União Soviética, que abriu a Frente Oriental da Segunda Guerra Mundial. O III. Gruppe descolou para a sua primeira missão às 3h20 com o quartel-general e o 7. Staffel  em direcção a aeródromos soviéticos em Alytus e Oranji. Wilcke abateu três caças Polikarpov I-15. A segunda missão do dia consistiu numa escolta de bombardeiros Junkers Ju 87 às 6h00, durante a qual Wilcke abateu mais uma aeronave. Ele liderou outro ataque às 16h10, no qual obteve a sua quinta vitória do dia, acção que fez dele ás num dia, elevando o seu total para 18 vitórias.
No dia 25 de Junho de 1941, a JG 53 foi transferida com o III. Gruppe a chegar em Vilnius às 8h30. No mesmo dia, Wilcke ficou com ferimentos ligeiros depois de embater numa aeronave enquanto tentava descolar. Ele alcançou a sua 19ª vitória na tarde do dia 30 de Junho, numa missão de voo na área de Barysaw. No dia 1 de Julho de 1941, Wilcke foi ordenado a formar o "Gefechtsverband Wilcke" (Grupo de Batalha Wilcke), e mais tarde comandou o seu III. Gruppe e o II Gruppe da JG 52 num contra-ataque contra bombardeiros soviéticos. No dia 9 de Julho, Wilcke destruiu uma aeronave de ataque ar-solo Petlyakov Pe-2. No dia 25 de Julho obteve mais uma vitória durante uma missão de escolta na área de Vyazma. No dia 29 de Julho de 1941, o III. Gruppe providenciou defesa aérea a uma formação alemã na área de Dukhovshchina. Durante esta missão, Wilcke obteve mais uma vitória aérea. No dia seguinte, na área de Yartsevo-Bely, Wilcke abateu um caça soviético Polikarpov I-180. Pela sua prestação de serviço e pelas 25 vitórias aéreas, no dia 6 de  Agosto de 1941 foi condecorado com a Cruz de Cavaleiro da Cruz de Ferro. No dia 9 de Agosto, Wilcke e o Leutnant Herbert Schramm receberam a condecoração das mãos do próprio Kesselring. No dia 23 de Agosto de 1941, o 9º Exército da Wehrmacht começou o ataque às forças soviéticas na área de Velikiye Luki. Wilcke abateu dois aviões soviéticos enquanto providenciada apoio aéreo às tropas terrestres alemãs. O III. Gruppe começou a regressar à Alemanha no início de Outubro de 1941. O pessoal do Gruppe começou a deixar a União Soviética no dia 4 de Outubro, enquanto as unidades terrestres foram transportadas de volta por comboio. Desde o dia 22 de Junho de 1941, o III. Gruppe abateu 769 aviões inimigos, apesar de ter visto falecer 6 pilotos, 7 ficaram perdidos em combate, dois foram capturados e 12 ficaram feridos.

### Norte de África e Malta

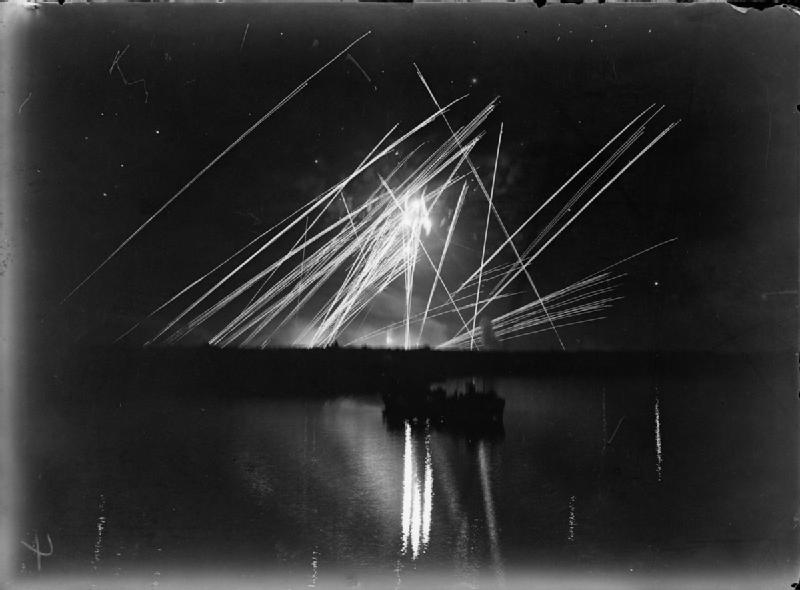
Holofotes a apontar para o céu nocturno durante um ataque aéreo contra Malta

Depois de regressar à Alemanha, o III. Gruppe foi destacado para o teatro do mediterrâneo. As unidades terrestres do III. Gruppe chegaram em Catania, na Sicília, no dia 28 de Novembro de 1941. Wilcke e o seu adjunto Jürgen Harder chegaram no dia 2 de Dezembro, juntamente com o resto do Gruppe a chegar no dia seguinte. No dia 6 de Dezembro de 1941, o III. Gruppe foi ordenado a mover-se para Timimi, na Líbia. Wilcke obteve a sua 34ª vitória no dia 11 de Dezembro, durante uma missão de escolta a bombardeiros Junkers Ju 88 que iam bombardear Bir Hakeim. O III. Gruppe foi transferido de volta para a Sicília no dia 17 de Dezembro de 1941 para participar no cerco de Malta. A Ilha de Malta tinha uma posição estratégica no Mar Mediterrâneo. Com a abertura de uma nova frente de guerra no Norte de África a meio de 1940, as forças britânicas na ilha conseguiam atacar embarcações do eixo que viajavam da Itália até ao Norte de África, transportando mercadorias vitais para o esforço de guerra alemão, além de também levar militares e maquinaria de guerra. Para contra-atacar esta ameaça constante, a Luftwaffe e a Regia Aeronautica (a força aérea italiana) realizaram vários ataques de bombardeamento para neutralizar as defesas da RAF e dos portos marítimos. Durante o cerco, Wilcke abateu quatro aviões da RAF, entre Abril e Maio de 1942. A sua primeira vitória durante o cerco, a 35ª, foi contra um Spitfire no dia 2 de Abril de 1942. A sua 36ª foi em 22 de Abril, ao abater um Hurricane do Esquadrão N.º 185 da RAF, pilotado pelo Pilot Officer "Sonny" Ormrod, que faleceu ao ser abatido. No dia 12 de Maio de 1942, o III. Gruppe destruiu nove caças Spitfire, tendo Wilcke destruído um deles.

### Comandante da JG 3
No dia 18 de Maio de 1942, Wilcke foi transferido para a Jagdgeschwader 3 "Udet" (JG 3), baptizada em honra ao ás da aviação da Primeira Guerra Mundial Ernst Udet. De volta à Frente Oriental, Wilcke tornou-se Geschwaderkommodore da JG 3 no dia 11 de Agosto, substituindo o Oberst Günther Lützow, que havia sido transferido para o equipa do General der Jagdflieger como Inspector de Caças Diurnos na Frente Oriental. Operando a partir de um aeródromo em Chuguyev, a JG 3 participou em combates aéreos na área de Kharkov, actualmente Carcóvia, durante a Segunda Batalha de Carcóvia. No dia 26 de Junho de 1942, a JG 3 foi reunida em Schtschihry, no sector sul da Frente Oriental, para a ofensiva de verão que se planeava para apoiar o avanço da Wehrmacht em direcção a Stalingrado. Durante os meses seguintes, a JG 3 esteve colocada em aeródromos nas localidades de Gorshechnoye, Olkhovatka, Millerovo, Nowy-Cholan, Frolovo, Tuzov e Pitomnik.
No dia 13 de Junho de 1942, Wilcke obteve a sua primeira vitória com a JG 3, abatendo um caça Lavochkin-Gorbunov-Goudkov LaGG-3, alcançando a sua 39ª vitória. No dia 22 de Junho voltou a abater mais um LaGG-3, e no dia 24 de Junho abateu mais dois aviões inimigos, um LaGG-3 e um Polikarpov R-5. A 3 de Julho de 1942, ele abateu três bombardeiros médios Douglas Boston, seguidos e dois LaGG-3 e outro Douglas Boston no dia seguinte. No dia 6 de Julho voltou a tornar-se ás num dia, abatendo no mesmo dia um Bell P-39 Airacobra, um LaGG-3, um R-5 e três Hurricane. Três dias depois, abateu dois Ilyushin Il-2 Sturmovik e, a 10 de Julho, mais quatro bombardeiros Boston. No dia seguinte, abateu mais um R-5 e dois Mikoyan-Gurevich MiG-1. No dia 12 de Julho, voltou a abater um R-5 e dois LaGG-3, e no dia 18 mais um LaGG-3. No dia 24 de Julho recebeu o crédito de ter abatido um biplano Polikarpov I-153 e dois dias depois dois caças Hurricane e dois Pe-2. Entre os dias 27 e 28 de Julho abateu mais um LaGG-3, a sua última vitória em Julho de 1942.

Emblema de JG 3 "Udet"

As primeiras vitórias de Wilcke no mês de Agosto de 1942, um bombardeiro leve Sukhoi Su-2 e dois LaGG-3, ocorreram no dia 5 e 6 de Agosto. No dia 9 de Agosto ele alegou ter abatido uma aeronave sem conseguir identificar o fabricante, o modelo ou o tipo, atingindo as 79 vitórias aéreas. A 12 de Agosto voltou a declarar uma vitória sob uma aeronave desconhecida. As próximas oito vitórias foram também todas declaradas como sendo contra aeronaves desconhecidas (duas no dia 13 de Agosto, uma no dia 17, três no dia 20 e duas no dia 23). A sua vitória do dia 26 de Agosto foi identificada como tendo sido contra um Yakovlev Yak-7, e as duas seguintes foram contra aeronaves desconhecidas. Posteriormente, uma série de aeronaves desconhecidas foram declaradas como abatidas. No dia 28 de Agosto destruiu uma aeronave inimiga, no dia 30 mais uma e no dia 31 de Agosto seguiram-se mais quatro, elevando o seu total de vitórias aéreas para 96. Wilcke obteve as duas vitórias seguintes no dia 3 de Setembro e mais duas no dia 6 de Setembro, sendo as quatro desconhecidas. Isto levou a que tivesse declaradas 100 vitórias aéreas. Wilcke foi o 20º piloto da Luftwaffe a alcançar esta marca. No dia 9 de Setembro de 1942, tornou-se no 122º militar da Wehrmacht condecorado com a Cruz de Cavaleiro da Cruz de Ferro com Folhas de Carvalho.

### Batalha de Stalingrado
Entre 10 e 19 de Setembro de 1942, Wilcke obteve uma série de vitórias contra aeronaves não identificadas (uma no dia 10 de Setembro, uma no dia 12, quatro no dia 18 e uma no dia 19). No dia 16 de Setembro de 1942, os soviéticos lançaram uma ofensiva a norte de Stalingrado. Wilcke liderou cerca de 40 caças alemães contra o 8º Exército Aéreo, o 16º Exército Aéreo e a 102ª Divisão de Aviação de Combate para a Defesa Aéreo do País, três unidades aéreas soviéticas em operação nos céus de Stalingrado. Nesta altura, Wilcke voava frequentemente com o Hauptmann Walther Dahl como seu asa. No dia 20 de Setembro de 1942, Wilcke abateu dois LaGG-3. Dois dias mais tarde, abateu seis caças soviéticos Yakolev Yak-1 por cima de Stalingrado, a terceira vez que se sagrou ás num dia, elevando o seu total de vitórias aéreas para 116. É possível que um dos seus oponentes fosse o Leytenant (segundo tenente) Nikolai Karnachyonok do 434º Regimento de Aviação de Caça, que foi morto em combate naquele mesmo dia e declarado Herói da União Soviética depois de falecer. O Geschwaderstab (quartel-general da unidade) estava colocado no aeródromo de Pitomnik, e lá permaneceu entre 23 de Setembro e 21 de Novembro de 1942. Aqui, Wilcke dirigiu operações aéreas de caça para a Batalha de Stalingrado. Durante a ofensiva anterior contra a cidade, o Geschwaderstab da JG 3 alcançou 137 vitórias, das quais 97 foram da autoria de Wilcke. Enquanto esteve em Pitomnik, Wilcke abateu quatro aviões inimigos no dia 24 de Setembro, um no dia 25, três no dia 28, quatro no dia 29, uma no dia 3 de Outubro e mais duas no dia 24 de Outubro. No dia 25 e no dia 26 de Outubro abateu um avião inimigo em cada um dos dias, tendo posteriormente abatido mais dois no dia 1 de Novembro, atingindo as 135 vitórias aéreas. Pela sua prestação de serviço, foi condecorado com a Cruz Germânica em Ouro no dia 3 de Novembro de 1942.
No rescaldo do cerco do 6º Exército da Wehrmacht no dia 23 de Novembro de 1942, o Geschwaderstab foi movido para Morozovskaya, fora da área de Stalingrado. Wilcke organizou missões de escolta para aeronaves de transporte poderem entregam mantimentos e mercadorias para o 6º Exército. Pressionados pelos soviéticos em avanço, Morozovskaya teve que ser abandonada pelo Geschwaderstab no dia 23 de Dezembro, e as aeronaves foram movidos para uma zona mais a sul, que ainda não era ameaçada pelo Exército Soviético. No dia 3 de Janeiro de 1943, também este aeródromo teve que ser evacuado, e o Geschwaderstab foi transferido para Tazinskaya, onde permaneceu até a batalha por Stalingrado chegar ao fim. Durante este período de operações o Geschwaderstab obteve 25 vitórias, 21 de Wilcke e 4 de Dahl, tendo perdido apenas dois pilotos. No dia 24 de Novembro de 1942 Wilcke abateu dois aviões inimigos, um Il-2 Sturmovik e um Yak-1. No dia 30 de Novembro abateu três aeronaves de tipo desconhecido, no dia 2 de Dezembro abateu mais uma, e no dia 8 mais três. Quatro vitórias foram declaradas no dia 12, um Lavochkin La-5 e três Yak-1, elevando o seu total de vitórias para 148. Wilcke tornou-se no quarto piloto alemão a alcançar a marca de 150 vitórias aéreas. Ele alcançou esta marca no dia 17 de Dezembro, ao obter as vitórias 149, 150 e 151. No dia seguinte abateu mais três aeronaves. Depois da sua 154ª vitória, foi condecorado com a Cruz de Cavaleiro da Cruz de Ferro com Olhas de Carvalho e Espadas no dia 23 de Dezembro de 1942, o 23º membro da Wehrmacht a receber esta honra. Juntamente com esta condecoração, ficou proibido de voltar a realizar missões de combate. Embora proibido de combater, abateu mais duas aeronaves inimigas na Frente Oriental, um Yak-1 no dia 28 de Dezembro de uma aeronave desconhecida no dia 5 de Janeiro de 1943.
Em Março de 1943, Wilcke liderou o Geschwaderstab, o II. Gruppe e o III. Gruppe durante operações aéreas de apoio à investida alemã no Cáucaso, como parte do IV.Fliegerkorps. No início de Maio de 1943, o Geschwaderstab foi ordenado a retirar-se da linha da frente e regressou a München-Gladbach, actual Mönchengladbach. Wilcke ficou apenas com o Geschwaderstab e o I. Gruppe sob o seu comando e até Outubro de 1943 mais nenhuma missão de combate foi realizada.

### Defesa do Reich
Wilcke foi promovido a Oberst (Coronel) no dia 1 de Dezembro de 1943 e pediu permissão para voar em missões operacionais e liderar a sua Geschwader no ar. Em Fevereiro de 1944, embora ainda estivesse proibido de voar, Wilcke ignorou as ordens superiores e voou em diversas missões, liderando o seu Stabsschwarm contra as Forças Aéreas do Exército dos Estados Unidos (USAAF) na Defesa do Reich. Ele obteve a sua 157ª vitória ao abater um Lockheed P-38 Lightning, no dia 10 de Fevereiro, e a sua 158ª vitória ao abater um Consolidated B-24 Liberator no dia 24 de Fevereiro. No dia 4 de Março de 1944 abateu dois bombardeiros Boeing B-17 Flying Fortress, chegando às 160 vitórias aéreas. No dia 6 de Março, o seu Bf 109G-6 ficou danificado num combate aéreo e foi obrigado a aterrar de emergência em Neuruppin. Combates aéreos no dia 6 de Março custou a ambos os lados pesadas baixas. A Oitava Força Aérea perdeu 75 bombardeiros quadrimotor e 14 caças de escola, e a Luftwaffe perdeu 65 aeronaves, 36 pilotos faleceram e 27 ficaram feridos.
No dia 23 de Março de 1944, Wilcke liderou a JG 3 contra uma formação de bombardeiros da USAAF perto de Braunschweig. Neste dia, a USAAF estava a atacar fabricas de aeronaves em Braunschweig e outros alvos estratégicos em Münster, Osnabrück e Achmer. No total, a Oitava Força Aérea havia empregado 768 bombardeiros B-17 e B-24 neste ataque, apoiados por 841 caças de longo alcance. A Luftwaffe contra-atacou com 13 Gruppen de caças diurnos, reunindo uma força de apenas 259 caças. Depois do combate, a Luftwaffe declarou ter destruído 51 aeronaves inimigas, incluindo 44 bombardeiros quadrimotor, e ter perdido 16 pilotos mortos e ficando com seis feridos, além de ter ficado com 33 aeronaves destruídas. Por outro lado, a USAAF declarou ter perdido apenas 29 bombardeiros e 5 caças, enquanto destruiu 62 caças da Luftwaffe mais dois no solo. Durante este encontro, Wilcke abateu um B-17 Flying Fortress e um North American P-51 Mustang, mas depois foi ele mesmo abatido perto de Schöppenstedt. Assume-se que os militares que o abateram tenham sido os capitães Don Gentile e John Trevor Godfrey. Nesta altura, Wilcke havia abatido 162 aeronaves inimigas ao longo de 732 missões de combate. A sua morte foi anunciada no Wehrmachtbericht, um boletim informativo publicado pelo quartel-general da Wehrmacht, no dia 30 de Março.
Wilcke havia ganho a alcunha de "Fürst" (príncipe) dos seus camaradas devido às suas atitude para com os seus homens e pela senso paternal de responsabilidade. Ele também prestava muita atenção ao seu estilo e à sua aparência, usando um casaco de cabedal muito caro, uma imagem de marca que também contribuiu para a sua alcunha. A cerimónia do seu funeral foi realizada no aeródromo de München-Gladbach. De entre as pessoas que compareceram, esteve presente o seu padrasto. Wilcke foi enterrado na secção de honra do cemitério de Mönchengladbach-Holt.

## Condecorações
- Cruz Espanhola em Bronze com Espadas[67]
- Distintivo de Ferido em Preto[67]
- Distintivo de Voo do Fronte da Luftwaffe em Ouro com a inscrição "700"[67]
- Distintivo de Piloto/Observador[67]
- Cruz de Ferro (1939)
  - 2ª Classe (25 de Novembro de 1939)[68]
  - 1ª Classe (11 de Julho de 1940)[68]
- Troféu de Honra da Luftwaffe (1 de Abril de 1941)[6]
- Cruz Germânica em Ouro, no dia 3 de Novembro de 1942, como Major na Jagdgeschwader 3[69]
- Cruz de Cavaleiro da Cruz de Ferro com Folhas de Carvalho e Espadas
  - Cruz de Cavaleiro no dia 6 de Agosto de 1941, como Capitão e Gruppenkommandeur no III./Jagdgeschwader 53[70][71][72]
  - Folhas de Carvalho no dia 9 de Setembro de 1942, como Capitão e Geschwaderkommodore da Jagdgeschwader 3 "Udet"[70][72][73][Notas 6]
  - Espadas no dia 23 de Dezembro de 1942, como Major e Geschwaderkommodore da Jagdgeschwader 3 "Udet"[70][75][76]
- Mencionado no Wehrmachtbericht[77]